# Luci Sejà
Luci Sejà (en llatí Lucius Sejanus) va ser un militar romà del segle i.
Va ser pretor l'any 32. Encara que era amic i probablement parent de Luci Eli Sejà, Tiberi el va salvar ja que quan Eli Sejà va caure l'any 31 no va patir represàlies. Va organitzar uns jocs florals (Floràlia) on només va permetre la participació de persones calbes i els jocs es van perllongar a la nit quan els espectadors van ser il·luminats per cinc mil nois amb torxes i els seus caps pelats. Aquest fet sembla que era en referència a Tiberi que era calb al damunt del cap, però Tiberi no s'ho va prendre com un insult. En endavant, a les persones calbes se les anomenava sejans.